# もく星号墜落事故

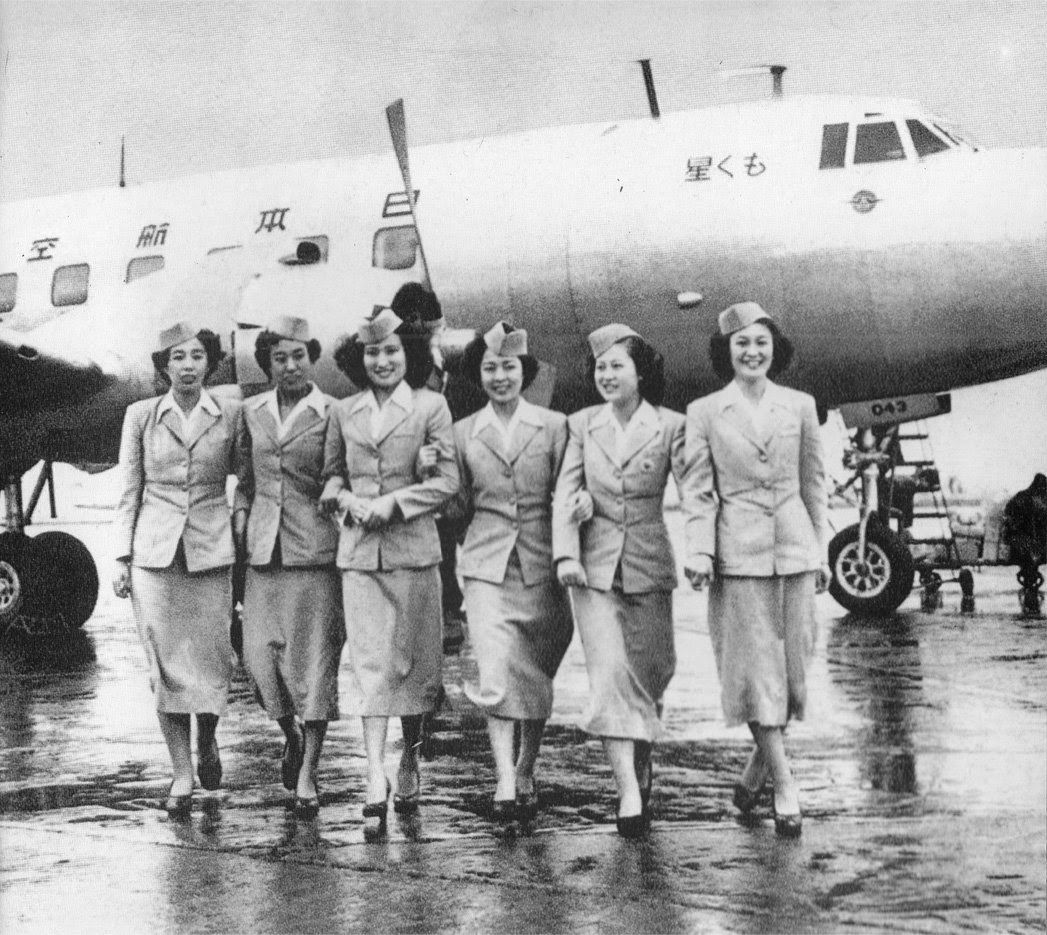
在りし日のもく星号（1951年）

もく星号墜落事故（もくせいごうついらくじこ）は、連合国軍占領下の1952年（昭和27年）4月9日に日本航空の定期旅客機もく星号が伊豆大島火口付近の山腹に激突した航空機事故である。民間航空機としては第二次世界大戦後初めての事故とされる。

## 概要
アメリカ人機長の飛ばすもく星号が消息を絶った当日午後、「浜名湖西南16キロの海上で…米軍救助隊が…全員救助」「舞阪沖…で遭難」など、いずれもアメリカ軍筋を出処とする複数の発表があり、これに捜索が振り回された結果、機体の発見は遭難から丸一日経ってからとなった。
この事故で大きな謎とされたのは、高度6千フィートで大島上空を通過するはずのもく星号が、海抜2千数百フィートの三原山に激突していることであった。運輸省による航空事故調査会は人為的なミスにしぼって、アメリカ人機長と航空管制センター（埼玉・アメリカ空軍ジョンソン基地内）との交信テープの提出をアメリカ軍に要請したが拒否され、タイプ打ちした紙の記録の提出で片づけられた。
航空事故調査会は一か月という異例の早さで調査を終えることとなり、事故原因は推定のまま残された。その原因を巡って、高度計異常説、爆破説、アメリカ軍謀略説、アメリカ人機長飲酒説など巷間でさまざまに憶測された。事故発生の同月末、日本国の独立が回復し、日本航空も同年秋から自主運航を開始したが、アメリカ軍航空管制下に起きたこの事故の真相は不明のままである。

## 事故機に関連する情報
遭難したマーチン2-0-2（機体番号：N93043）は、1951年（昭和26年）10月25日に就航。「もく星号」という愛称が付けられていた。
事故機を運行していたのは日本航空であったが、当時日本は第二次世界大戦の敗戦による被占領中で日本人による自主的航空運営が認められていなかったため（日本国との平和条約が発効し占領が解かれたのは同月末の4月28日）、営業面のみ担当し、航空機整備と運用は連合国の1国であるアメリカのノースウエスト・オリエント航空より機体を借り、また運航も委託していた。
そのため、機長（当時36歳）と副操縦士（当時31歳）ら運航乗務員はノースウエスト・オリエント航空のアメリカ人であった。また当該地域の航空管制官も全てアメリカ人であり、客室乗務員は日本人であった。

## 事故経過
1952年（昭和27年）4月9日7時42分、「もく星号」は、羽田飛行場より大阪を経由し福岡へ向かう日本航空301便として離陸した。
アメリカ当局が日本政府に提出した交信記録（タイプ）によれば、羽田飛行場管制官は、ジョンソン基地（現・入間基地）にある航空管制センターの指示に基づいて、米軍機が10機飛行していたことから「大阪までの飛行高度は6000フィート。羽田から館山（房総半島南部）上空まで2000フィートを計器飛行、館山南方10分間飛行高度を2000フィートにて保持、次いで（巡航高度の）6000フィートに上昇」との指示を出発前に与えていた。
この指示に対し機長と運行主任は館山から大島まで約7分の距離である上、規定高度も4000フィートであると抗議した。これは航空路に標高2474フィート（754 m）の三原山があり、2000フィートでは三原山を越せないのは確実であった。そのため、航空管制官は航空管制センターの指示は誤りであるとして「館山ではなく羽田出発後10分間は高度2000フィートを維持、その後6000フィート」と訂正した。
7時57分に「もく星号」より「館山通過、高度6000フィートで雲中飛行、8時7分大島上空予定」と報告した。だが直後の7時59分頃伊豆大島上空で消息を絶った。当時は暴風雨と濃霧という気象であった。直ちに大規模な捜索が行われたが、翌10日の8時25分に捜索活動を行っていた同僚機の「てんおう星号」（ダグラス DC-4）によって、伊豆大島の三原山噴火口の東側1kmの御神火茶屋付近の山腹に墜落しているのが発見され、乗客・乗務員37名全員の死亡が確認された。遺体は10日の10時50分時点で27体が収容され、同日の夕方には33体の収容が完了した。

## 事故調査

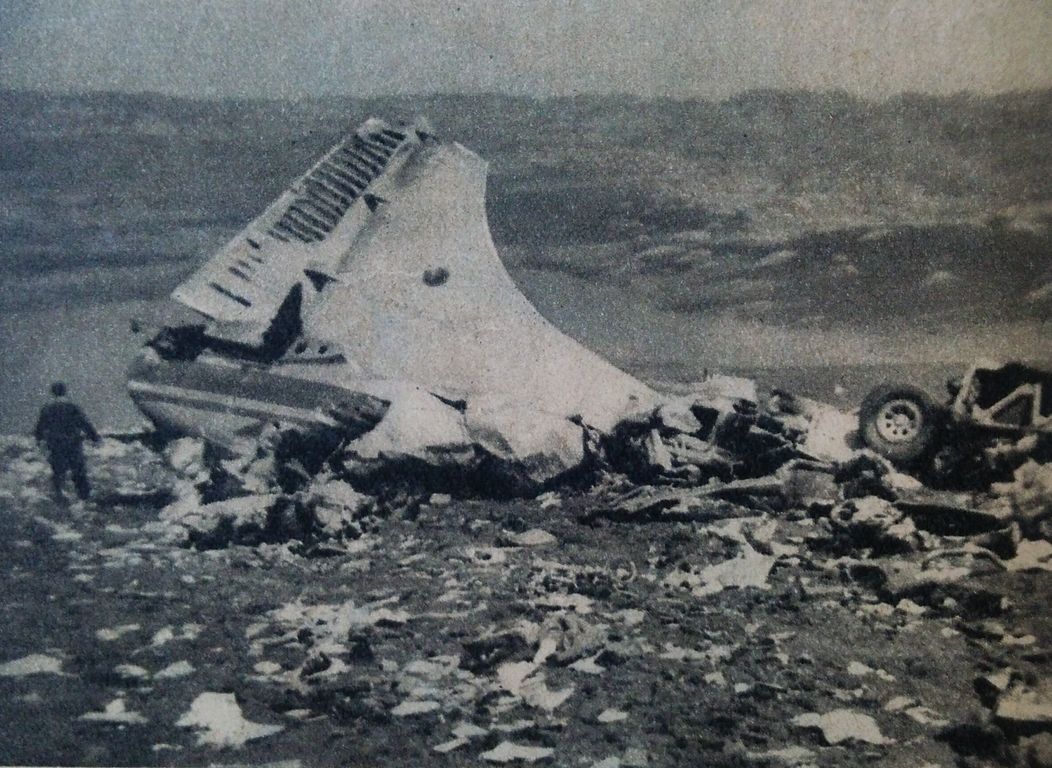
もく星号残骸

当時の民間航空機はまだフライトレコーダーやボイスレコーダーが装備されていなかった上、当時の航空管制や事故捜査は連合国軍（実質的に中四国はイギリス軍、それ以外はアメリカ軍）の統制下にあったため、墜落事件の詳細は今もって不明な点が多い。調査の結果、気象やエンジンなどの機体については問題はなく、後述の航空管制誘導の誤りか操縦者のなんらかの過失による墜落との推定がされている。また、当初は乱気流によって機体が降下した可能性や、空中分解した可能性も指摘された。
航空管制ミス説によれば、前述の「館山上空を6000フィートで飛行」の通信であるが、これは航空管制センターが文書で提供した数値であり、政府事故調査会が入手した、航空管制センターの通信を同時モニターしていた「東京モニター」による通信記録によれば「館山上空2000フィート、計器飛行、館山南方10分間飛行高度2000フィートを保持し、次いで上昇する」となっていた。そのため航空管制センターは羽田飛行場の管制官が高度の訂正を行った経緯を知らずに、2000フィートを指示した可能性もあるが、交信テープのオリジナルを日本政府に提供しなかったため真相は明らかではない。
館山から大島への航空機の誘導は伊豆大島南側の差木地にある大島航空標識の無線標識が行っていた。そのため政府事故調査会の報告書の記述では「操縦者が航法上何らかの錯誤を起こし」、指示された高度2000フィートで飛行したものの、なんらかの理由で幅16kmの航空路の中心線を北側に逸脱し、時速200マイルで水平飛行中の機体が三原山に接触し墜落したとされた。

## 乗客
当時、旅客機は他公共交通に比べ運賃が非常に高く、乗客も社会的地位が高い人物ばかりであった。活弁士・漫談家の大辻司郎や八幡製鐵社長の三鬼隆などの著名人を含め、日本自由党の元衆議院議員であった森直次、日立製作所の取締役や石川島重工の役員、ハワイのホテル支配人、炭鉱主、国家公務員などが犠牲となった。
講談師の五代目一龍斎貞丈も大辻と同じ仕事のため飛行機で向かう予定であったが、東京での仕事があって出発が1日遅れとなったことから難を逃れた。また、ロイヤル社長の江頭匡一も、東京での仕事が長引いて出発が1日遅れたことで事故に巻き込まれることを免れた。
漫才師の都家文雄もこの便に乗るはずであったが、乗り逃したため一命をとりとめた。

## 慰霊碑
事故の慰霊碑は事故現場に近い三原山裏砂漠側バス停すぐの山上にある。また、現場（上記座標の位置）には大島町によって設置された説明看板がある。

## 誤報、捏造報道
消息を絶ってから墜落地点が見付かるまでは警察やマスコミは情報をほとんど得られず、多くの未確認情報が錯綜し、「舞阪沖海上に不時着」、「米軍機が生存者を発見」、「乗客全員無事」などの誤報が次々に打たれた。朝日新聞はもく星号は海上に不時着し、乗員乗客全員が救助されたと当日の新聞で報じたが、翌10日の新聞では搭乗者の生存は絶望的とした。
特に長崎県の地方紙『長崎民友新聞』は事故の翌日の紙面で「危うく助かった大辻司郎氏」という写真付きの記事を掲載。「漫談材料がふえたよ--かえつて張り切る大辻司郎氏」という見出しで”大辻の談話”を載せた。これは、上記の「乗客全員無事」という「ニュース」を知った大辻のマネージャーが、同新聞に連絡する際に気を利かせすぎて捏造した話だった（実際には前述の通り大辻だけでなく全員が死亡）。なお大辻は長崎民友新聞が開催する「長崎平和復興博覧会」の会場内の劇場で漫談を披露する予定であった。

## 本件を題材とした作品
- 松本清張 『日本の黒い霧』「もく星」号遭難事件（1960年、文藝春秋新社）
- 松本清張 『風の息』（1974年、朝日新聞社）
- 松本清張 『一九五二年日航機「撃墜」事件』（1992年、角川書店）（『風の息』の改稿）
- 土曜ワイド劇場『松本清張の風の息　事故か!謀略か!もく星号三原山墜落の謎』（テレビ朝日、1982年4月10日放送）（『風の息』のドラマ化）
- 佐藤まさあき 『不死鳥は飛ばず』（2019年、実録昭和猟奇事件6）
- 辻まこと『墓標の岩』（1966年、創文社「山からの絵本」所収）